# Dermatolepis
Dermatolepis là một chi cá biển thuộc phân họ Epinephelinae nằm trong họ Cá mú.

## Các loài
Có 3 loài được ghi nhận trong chi này:
- Dermatolepis dermatolepis (Boulenger, 1895). Phân bố: Đông Thái Bình Dương.
- Dermatolepis inermis (Valenciennes, 1833). Phân bố: Tây Đại Tây Dương.
- Dermatolepis striolata (Playfair, 1867). Phân bố: Tây Ấn Độ Dương.